# Korisnici CH-47 Chinook u svijetu
CH-47 Chinook višenamjenski je helikopter s dvostrukim motorom i tandemskim rotorima za prijevoz teških tereta. Primarna mu je uloga prijevoz vojnih jedinica, premještanje topničkog oružja te opskrba bojišta. Iako je uveden u uporabu daleke 1962., zbog svoje kvalitete još uvijek je u vojnoj uporabi mnogih vojnih sila na Svijetu, primjerice SAD-a, Velike Britanije, Tajvana, Španjolske i dr. Također, njegovu kvalitetu je prepoznala i Turska koja je zainteresirana za njegovu kupnju. Uzevši u obzir da je Turska druga zemlja NATO saveza po broju zaposlenih u vojsci, to je za proizvođača Boeing Helicopters velika čast.
Osim vojne, helikopter se koristi i za civilne te znanstvene svrhe. Najčešće se koristi za transport putnika, a koristila ga je i NASA za potrebe vlastitih znanstvenih istraživanja.
Svoje "vatreno krštenje" helikopter je imao u Vijetnamskom ratu.

## Postojeći korisnici

### Vojni korisnici

#### Australija
Desetak  CH-47C modela prodano je Kraljevskim australskim zračnim snagama, a prve isporuke obavljene su 1973. Ti helikopteri imali su nadimak "Chooks", u australskom slengu, naziv za kokoš.
Jedan CH-47 izgubljen je prilikom pada 1985. godine. Preostalih 11 pohranjeno je u hangaru 1989. Sedam tih helikoptera vraćeno je u Američku vojsku, kao dio dogovora u kojem će preostala četiri helikoptera biti nadograđeno u CH-47D standard.
Australska vojska imala je malu flotu Chinook helikoptera, te su 2000. naručena još dva CH-47D. Helikopteri namijenjeni australskom tržištu identični su onima namijenjenim SAD-u kako bi se osigurala logistička kompatibilnost. Zbog visokog operativnog tempa, Australska vojska je 2009. zamijenila 6 CH-47D sa 7 CH-47F.
12. eskadron Kraljevskih australskih zračnih snaga, koristio je 12 CH-47C Chinook helikoptera u svojoj službi, od 1974. do 1989. godine. Unutar australske vojske, 6 CH-47D helikoptera koristi 5. zračna pukovnija, s bazom u Townsville, Queensland.

#### Egipat
Egipat je kupio 15 CH-47C koji su bili namijenjeni Iranu. Naime, nakon što je Iran otkazao narudžbu, nakon pada tamošnjeg šaha 1979., helikopteri su prodani Egiptu.
Prema podacima iz studenog 2008., Egipat ima na raspolaganju 19 CH-47C/D Chinook helikoptera.

#### Grčka
Grčka je za potrebe svoje vojske kupila deset CH-47C. Kasnije je tvrtka Boeing nadogradila devet tih helikoptera na CH-47D standard.
Grčka je s vremenom povećavala svoju flotu helikoptera, tako da prema izvorima iz studenog 2008., raspolaže s 15 CH-47DG/SD Chinook helikoptera.
Grčka koristi Chinook helikoptere unutar svoje vojske, u jedinici smještenoj u vojnoj bazi Stefanoviklio.

#### Iran
Iranu je dostavljeno 68 CH-47C prije Iranske revolucije krajem 1970-ih. Prvih 20 helikoptera izgradila je talijanska tvrtka Elicotteri Meridionali umjesto Boeinga (na temelju zajedničkog ugovora) 1971. godine. Helikopteri su uključeni u sastav Imperijalnih iranskih zračnih snaga.
Elicotteri Meridionali izgradio je i 70 istih helikoptera u razdoblju od 1972. do 1976. za potrebe Imperijelne iranske vojne avijacije.
Krajem 1979. Iran je od iste tvrtke naručio dodatnih 50 helikoptera, no narudžba je otkazana nakon Iranske revolucije. Od tih helikoptera, njih 15 prodano je Egiptu. Međutim, krajem 1987. tvrtka Augusta dostavila je najmanje 11 Chinook helikoptera Iranu.
21. srpnja 1978. četiri iranska CH-47C Chinook helikoptera ušlo je 15 do 20 km unutar sovjetskog zračnog prostora, na području današnjeg Turkmenistana. Presreli su ih MiG-23M, te je jedan helikopter oboren. Prilikom pada poginulo je osam članova posade, dok je jedan helikopter prisiljen da sleti na zemlju.
Tokom rata s Irakom, CH-47C pokazao se kao dobar helikopter. Iran je izgubio najmanje osam helikoptera tokom rata koji je trajao od 1980. do 1988.
15. srpnja 1983. irački Mirage F-1 uništio je tri iranska Chinook helikoptera, koji su letjeli u niskom letu i prevozili vojnike na crtu bojišnice.
Prema podacima iz prosinca 2001., Iranske zračne snage raspolagale su s 14 CH-47C a Iranska vojska s 45 CH-47C helikoptera.
Međutim, vjerodostojnijom se smatra informacija o 4 CH-47C u zračnim snagama i 22 CH-47C u vojsci (studeni 2008.).

#### Italija
Talijanska tvrtka Elicotteri Meridionali (EM) potpisala je ugovor s američkom tvrtkom Boeing, a mogućnosti vlastite licencne proizvdonje Chinook helikoptera. Tako je tvrtka za potrebe talijanske vojske izgradila 38 CH-47C helikoptera. Od te brojke, njih 26 je kasnije nadograđeno na CH-47C Plus standard s oštricama rotora od staklo-plastike (eng. fiberglass), te T55-L-412E motorima.
Jedan helikopter izgrađen je kao "leteća operacijska sala".
Talijanska vojska istražuje mogućnost da s tvrtkom AgustaWestland nadogradi šest Chinook helikoptera za potrebe specijalnih misija. Kao "uzor" uzet je helikopter američke vojske - MH-47, koji ima ugrađenu opremu za samozaštitu, naprednu avioniku, sondu za punjenje gorivom tokom leta, kompatibilni NVG kokpit, oklop i naoružanje.
U studenom 2008., Italija je raspolagala s 26 CH-47C helikoptera. Helikopteri se koriste u sklopu 1. zračne pukovnije "Antares" u talijanskoj vojsci.

#### Japan
Boeing je s japanskom tvrtkom Kawasaki potpisao ugovor o dozvoli na licencnu proizvodnju, slično kao i s talijanskom tvrtkom Elicotteri Meridionali (EM). Kawasaki je izrađivao CH-47J helikoptere striktno za potrebe Japanske vojske.
Kawasaki je 1986. dobio dva američka helikoptera kao "uzorak" na temelju kojeg je tvrtka izgradila 54 Chinook helikoptera. Prvih pet helikoptera izgrađeno je od dijelova koje je poslao Boeing. 40 izgrađenih CH-47J uvedeno je u Japansku kopnenu vojsku, nakon toga uvedeno je preostalih 16 helikoptera (uz dva helikoptera izgrađenih od Boeingovih dijelova).
Kasniji helikopteri nadograđeni su na CH-47JA standard. Helikopteri imaju ugrađene veće spremnike goriva, radar u nosu, AN/AAQ-16 FLIR sustav u kupoli ispod nosa, te djelomično staklenim kokpit.
Prema podacima iz studenog 2008., Japanska vojska koristi u sljedećim jedinicama Chinook helikoptere:
- Japanska kopnena vojska
  - 54 CH-47[1]
- Japanske zračne snage
  - 14 CH-4[1]

#### Južna Koreja
Južnoj Koreji dostavljeno je 24 CH-47D Chinook helikoptera. Njih 18 uključeno je u jedinice Južnokorejske vojske, a preostalih 6 u jedinice zračnih snaga. Tamošnji helikopteri koriste oznaku "HH-47D", opremljeni su s većim spremnikom goriva te radarom na nosu.
Južnokorejska vojska koristi 21 CH-47D helikopter, unutar 301. zračnog eskadrona. Zračne snage, odnosno njihov 6. eskadron, koristi 24 CH-47D.

#### Kanada
Kanada je kupila 9 CH-47C pod oznakom "CH-147", a helikopteri su dostavljeni 1974. Helikoptere krasi velika opremljenost, dok oni koji su namijenjeni specijalnim operacijama, imaju ugrađene skije.
Dva helikoptera izgubljena su u nesrećama, dok su ostali povučeni iz uporabe početkom 1990-ih zbog velikih troškova.
2009. Kanada je u svojoj službi imala šest CH-47D, te je naručila 15 CH-47F, koji će biti dostavljeni tokom 2013. i 2014.
Kanadske zračne snage koriste/koristile su Chinook helikoptere u sljedećim zračnim jedinicama:
- 447. i 450. eskadron - koristili su devet CH-47C. Raspuštanjem eskadrona, helikopteri su prodani.
- Kanadsko ratno krilo u Afganistanu - koristi CH-47D helikoptere u sklopu mirovnih misija u Afganistanu.

#### Libija
Libija je kupila 20 CH-47C. Njih šest je priključeno tamošnjoj vojsci, a četrnaest zračnim snagama. Danas su svi helikopteri namijenjeni vojsci umirovljeni, kao i njih osam namijenjenih zračnim snagama. Libija danas koristi svega šest CH-47C helikoptera.

#### Maroko
Za potrebe Kraljevskih marokanskih zračnih snaga, kupljeno je 12 CH-47C helikoptera. Prema podacima iz studenog 2008., Maroko je imao na raspolaganju 9 CH-47C.

#### Nizozemska
Nizozemska je u početku od Kanade kupila sedam Canuck CH-117 helikoptera, koji su nadograđeni na CH-47D standard, ali je kupila i šest novih CH-47D helikoptera, koji su dostavljeni 1995. godine.
Nizozemski CH-47D helikopteri imaju niz poboljšanja u odnosu na one koje koristi Američka vojska. To su primjerice duži nos zbog vremenskog radara Bendix, stakleni kokpit te poboljšani T55-L-714 motori.
Nizozemska je 2007. kupila šest CH-47F Chinook koji će biti dostavljeni tokom 2009. i 2010. Postojeći modeli CH-47D bit će nadograđeni na CH-47F standard. Nizozemski Chinook helikopteri jedni su od najmodernijih na Svijetu.
298. eskadron Kraljevskih nizozemskih zračnih snaga koristi 11 CH-47D/F Chinook helikoptera. U studenom 2008. naručeno je još 11 komada.

#### SAD
Američka vojska najveći je korisnik CH-47 Chinook helikoptera. Trenutno je u uporabi 413 CH-47D/F Chinooka, dok je u studenom 2008. naručeno 213 novih helikoptera.
Korisnici Chinook helikoptera u američkoj vojsci:
- Američka vojska (aktivne jedinice)
  - 7. bataljon, 101. zračna pukovnija, Fort Campbell, Kentucky
  - B Co, 2/227. zračna pukovnija, Fort Hood, Texas
  - B Co, 3/2. zračna pukovnija, kamp Humphreys, Južna Koreja
  - B Co, 2/3. zračna pukovnija, Hunter AAF
  - B Co, 3/82. zračna pukovnija, Fort Bragg
  - B Co, 5/158. zračna pukovnija, 12. CAB "Big Windy", Katterbach, Njemačka
  - B Co, 3/25. zračna pukovnija, Wheeler AAF, Havaji
  - B Co, 1/52. zračna pukovnija, Fort Wainwright, Aljaska
  - 160. zračna pukovnija za specijalne operacije, Hunter AAF, Georgia
  - 160. zračna pukovnija za specijalne operacije, Fort Campbell, Kentucky
  - B Co, 3/10. zračna pukovnija (GSAB), Wheeler-Sack AAF, New York
  - B Co, 2-4 zračna pukovnija (GSAB) 4ID, Fort Hood, Texas
  - B Co, 2-1 zračna pukovnija (GSAB) 1ID "Diesel", Fort Riley, Kansas
  - B Co, 1-228. zračna pukovnija "Sugarbears South", zračna baza Soto Cano, Honduras

- Američka vojska (rezervne jedinice)
  - HHC, 7/158. zračna jedinica, Fort Hood, Texas
  - A Co(-), 7/158. zračna jedinica, Fort Hood, Texas
  - Det 1, A Co, 7/158. zračna jedinica, Fort Carson, Colorado
  - B Co, 7/158. zračna jedinica, Olathe, Kansas
  - HHC, 5/159. zračna jedinica, Fort Eustis, Virginia
  - A Co, 5/159. zračna jedinica, Fort Lewis, Washington
  - B Co, 5/159. zračna jedinica, Fort Eustis, Virginia

- Vojska Nacionalne garde
  - E Co, 168. zračna jedinica Fort Lewis, Washington
  - Det 1, E Co, 168. zračna jedinica, Pendleton, Oregon
  - G Co, 140. zračna jedinica, Stockton, Kalifornija
  - Det 1, G Co, 140. zračna jedinica, Reno, Nevada
  - C Co, 193. zračna jedinica, Wheeler AAF, Havaji
  - B CO, 2/104. zračna jedinica, Fort Indiantown Gap, Pennsylvania
  - Det 1, B Co, 2/104. zračna jedinica, Windsor Locks, Connecticut
  - G Co, 185. zračna jedinica, Meridian, Mississippi
  - Det 1, Co G, 185. zračna jedinica, Selfridge ANGB, Michigan
  - B Co, 2/149. zračna jedinica (GSAB), Grand Prairie, Texas
  - Det 1, B Co, 2/149. zračna jedinica (GSAB), Lexington, Oklahoma
  - B Co 2-238. zračna jedinica, Peoria, Illinois
  - Det 1, F Co, 1/106. zračna jedinica, Davenport, Iowa
  - F Co, 1/131. zračna jedinica, Birmingham, Alabama
  - Det 1, F Co, 1/131. zračna jedinica, Hunter AAF, Georgia
  - Co H, 1/189. zračna jedinica, Helena, Montana
  - G Co, 1/137. zračna jedinica, North Canton, Ohio
  - B Co, 2-135. zračna jedinica (GSAB) Grand Island, Nebraska
  - 34. zračna ratna brigada
  - Det 1, B Co 2/135. zračna jedinica (GSAB) Auora, Colorado
  - B Co, 3/126. zračna jedinica (GSAB) Edgewood Area - Aberdeen Proving Ground, Maryland
  - Det 1, B Co, 3/126. zračna jedinica (GSAB) Rochester, New York.

#### Singapur
Singapuru je isporučeno šest CH-47D modela, dok je kasnije naručeno deset Super D modela. Prema podacima iz studenog 2008., Singapur raspolaže s 17 CH-47D/SD Chinook helikoptera.

#### Španjolska
Španjolska je kupila 13 CH-47C pod oznakom "HT.17". Devet tih helikoptera kasnije je nadograđeno na CH-47D standard. Španjolska je kasnije kupila šest novih CH-47D. Oni su korišteni u Afganistanu.
Prema informacijama iz studenog 2008., Španjolska ima na raspolaganju 17 17 CH-47D Chinook helikoptera. Koriste se u sklopu transportno-helikopterskog bataljona, BHELTRA V, iz baze Colmenar Viejo pokraj Madrida. Helikopteri imaju španjolsku oznaku HT.17.

#### Tajland
Tajlandu su dostavljeni CH-47A koje je koristila Američka vojska. Zemlji je 1989. dostavljeno pet CH-47D modela s radarom u nosu. Prema podacima iz studenog 2008., Tajland koristi šest 6 CH-47D helikoptera.

#### Tajvan
Tajvanska vojska naručila je devet Chinook helikoptera za svoje potrebe, 2002. godine. Helikopteri su opremljeni sa, u potpunosti staklenim kokpitom, suvremenim instrumentima i navigacijskim sustavom, kao i velikim spremnikom goriva montiranim sa strane helikoptera.
Prije nego što što su Tajvanu dostavljeni Chinook helikopteri, njihovu zadaću obavljala su tri Boeing zrakoplova, model 234. Tajvanskom narudžbom devet CH-47SD, Boeing 234 avioni koriste se za potrebe tajvanske avio kompanije Air Asia.
Tajvan svoje helikoptere koristi za potrebe gašenja vatre, spašavanje te za transport tereta unutar zemlje. Vojna jedinica unutar koje se koriste CH-47SD zove se Komanda zračnih snaga i specijalnog ratovanja.
Prema podacima iz studenog 2008., Tajvan raspolaže s devet CH-47SD helikoptera.

#### Velika Britanija
Britanske Kraljevske zračne snage (RAF) uvele su u ljeto 1981. Chinook HC1 helikoptere u službu. Tada je Velika Britanija počela koristiti 33 dostavljena helikoptera. Nakon toga uslijedile su kasnije narudžbe, dok su raniji helikopteri nadograđeni. Velika Britanija danas koristi vlastite licencne kopije - Boeing Chinook.
RAF koristi Chinook helikoptere u sljedećim zračnim jedinicama:
- 7. eskadron - RAF Odiham
- 18. eskadron - RAF Odiham
- 27. eskadron - RAF Odiham.

### Civilni korisnici

#### Ekvador
Avio kompanija Icaro Air korisnik je Chinook helikoptera.

#### Kanada
Tvrtka Helifor Canada Corp korisnik je Chinook helikoptera.

#### Kina
U periodu od jednog mjeseca, kineska "Civilna zrakoplovna administracija" koristi Chinook helikopter u demonstrativne svrhe.

#### Norveška
Tvrtka CHC Helikopter Service (bivši Helikopter Services) korisnik je Chinook helikoptera.

#### SAD
U SAD-u, Chinook helikoptere koriste / koristile su sljedeće tvrtke:
- Columbia Helicopters - trenutno koristi sedam Chinook helikoptera.
- Era Aviation
- Trump Airlines
- NASA - bivši korisnik Chinook helikoptera, od 14. kolovoza 1979. do 20. rujna 1989.[5]

#### Tajvan
Tajvanske vatrogasne postrojbe koriste tri Chinook helikoptera.

#### Velika Britanija
U Velikoj Britaniji, Chinook helikoptere koriste tvrtke:
- British Airways Helicopters
- British International Helicopters

### Bivši korisnici

#### Argentina
- Argentinske zračne snage

7. zračna brigada argentinskog ratnog zrakoplovstva koristila je tri 3 CH-47C (Model 308). Ovi helikopteri imali su transportnu ulogu te podršku argentinskim istraživačkim stanicama na Antartiku. Argentina ih je počela koristiti 1980. godine. Helikopterima je nadograđen nos koji je postao duži zbog ugradnje novog vremenskog radara.
Jedan helikopter izgubljen je u nesreći na Anktartici u siječnju 1982. Naime došlo je do kvara na prijenosu (tehnički smisao) helikoptera. Preostala dva helikoptera koristila su se tokom Falklandskog rata, te su djelovali iz Port Stanleyja, a u Argentinu su se vratili nekoliko dana prije nego što je rat završio.
1990. helikopteri su korišteni za gašenje požara iz zraka. 2002. helikopteri su pohranjeni u hangar, a 2004. su umirovljeni iz službe. Oba helikoptera su sačuvana.
- Argentinska vojska

601. jurišni helikopterski bataljon primio je dva CH-47C (Model 309) koji su direktno doletjeli iz SAD-a, u kolovozu 1978. Oba helikoptera su 1982. razmještena na Port Stanley na Falklandima, tokom rata.
Model AE520 zarobile su britanske snage 14. lipnja 1982. Helikopter je odveden u Veliku Britaniju gdje je služio obuci i treningu pilota. Stražnji dio trupa tog helikoptera iskorišten je za popravak RAF-ovog Chinook HC2 helikoptera. Kasnije je argentinski helikopter otpisan, dok su iz njega izvađeni svi ispravni mehanički dijelovi za potrebe RAF-a. Kokpit helikoptera darovan je Američkoj zračnoj jedinici za transport ratnih zarobljenika.
Argentinski model AE521 pogođen je na tlu 21. svibnja 1982. tokom Falklandskog rata. Helikopter je uništen sa Sea Harrier bombarderom, koristivši 30 mm top. Helikopter je bio onesposobljen, no drugi Sea Harrier avion u potpunosti ga je uništio, izbacivši na njega bombu.

#### Južni Vijetnam
Tokom američkog sudjelovanja u Vijetnamskom ratu, u Južni Vijetnam je dostavljeno 34 CH-47 Chinook helikoptera.
Južni Vijetnam koristio je Chinook helikoptere u sljedećim zračnim jedinicama:
- 237. eskadron - Bien Hoa
- 241. eskadron - Phu Cat
- 247. eskadron - Da Nang
- 249. eskadron - Can Tho

Završetkom rata došlo je do ujedninjenja sjevernog i južnog dijela zemlje, te su helikopteri prebačeni u zajedničke Vijetnamske zračne snage.

#### Vijetnam
Tokom masovnog povlačenja američkih vojnih snaga iz Vijetnama 1975., zemlja je došla u posjed mnogih Chinook helikoptera. Ti helikopteri uključeni su u 917. miješanu zračnu pukovniju "Dong Thap", u sklopu Vijetnamskih zračnih snaga. Bili su korišteni tokom kambodžanske invazije 1979., te u malom ratu s Kinom, iste godine.
U studenom 2008., Vijetnam više nije imao na raspolaganju nijedan Chinook helikopter.

### Potencijalni korisnik

#### Turska
Turska je 2009. u sklopu programa strane vojne prodaje, zatražila kupnju 14 CH-47 Chinook helikoptera. Konačna finalizacija ugovora očekuje se sredinom 2010.

## Vidjeti također
- CH-47 Chinook